# ياكوفليف ياك-43
ياكوفليف ياك-43 (بالإنجليزية: Yakovlev Yak-43)‏ هي طائرة مقاتلة من صناعة ياكوفليف.